# Міжнародний день мігрантів
Міжнародний день мігранта (на інших офіційних мовах ООН: англ. International Migrants Day, ісп. Día International del Migrante, фр. La Journée internationale des migrants), (рос. Международный день мигранта) — наголошується за пропозицією Генеральної асамблеї ООН (Резолюція № A/RES/55/93) щорічно, 18 грудня, починаючи з 2000 року. У цей день в 1990 році Генеральна Асамблея ООН прийняла Міжнародну конвенцію про захист прав всіх робочих мігрантів і членів їх сімей.

## Мета
Мета проведення цього Дня — зміцнити глобільні заходи захисту біженців і мігрантів. Ці зобов'язання містяться в Нью-Йоркській декларації, в який виражається політична воля світових лідерів, спрямована на порятунок життів, захист прав людини і справедливий розподіл відповідальності на глобальному рівні.
У резолюції Генеральної Асамблеї запропоновано всім державам-членам ООН, урядовим та неурядовим організаціям відзначати Міжнародний день мігранта на основі діяльності з розповсюдження інформації про права людини та основні свободи мігрантів, обміну досвідом та розробці заходів щодо забезпечення їх захисту.
У своїх посланнях, присвяченому Дню мігранта, Генеральний секретар ООН неодноразово закликав всі держави приєднатися до конвенції про захист прав робочих мігрантів. Він вказував, що світова економіка все більше залежить від робочих мігрантів, говорив про те, що без вкладу мігрантів суспільство збідніло б.

## Статистика міграції
- Загальна чисельність міжнародних мігрантів збільшилася з 175 мільйонів чоловік в 2000 році до 244 мільйонів у 2015 році. Більшість з них проживала в Європі (76 мільйонів) і Азії (75 мільйонів).
- Сьогодні міграція поширена в більшій кількості країн. Десять найбільш популярних напрямків міграції беруть менше мігрантів, ніж це було в 2000 році. Кожен десятий мігрант молодше 15 років.
- У 2014 році обсяг грошових переказів мігрантів досяг 436 мільярдів доларів США. [Архівовано 28 вересня 2017 у Wayback Machine.]